# فرودگاه سنتنی
فرودگاه سنتنی (به انگلیسی: Sentani Airport) (به زبان بومی: Bandar Udara Sentani) یک فرودگاه همگانی با کد یاتا DJJ است که یک باند فرود آسفالت دارد و طول باند آن ۲۵۰۰ متر است. این فرودگاه در کشور اندونزی قرار دارد و در ارتفاع ۸۸ متری از سطح دریا واقع شده‌است.